# Strátos (cité antique)
Strátos (grec ancien : Στράτος, latin : Stratus) est une cité antique, ainsi qu'une polis en Acarnanie, en Grèce,,. Ses sites archéologiques sont situés dans la municipalité d'Agrínio, dans les environs de l'actuel village de Strátos,.

## Emplacement
Strátos est située à l'intérieur des terres, entre les villes d'Agrínio et d'Amphilochie. Elle est construite sur la rive occidentale du fleuve Achelóos, tandis que ses environs constituent des plaines fertiles. La ville contrôle l'accès à la plaine par le nord. À proximité de Strátos, les rivières Ánapos et Petitauros se jettent dans l'Achelóos. La région entourant la ville est connue sous le nom de Stratikè (grec ancien : Στρατική),.

## Histoire

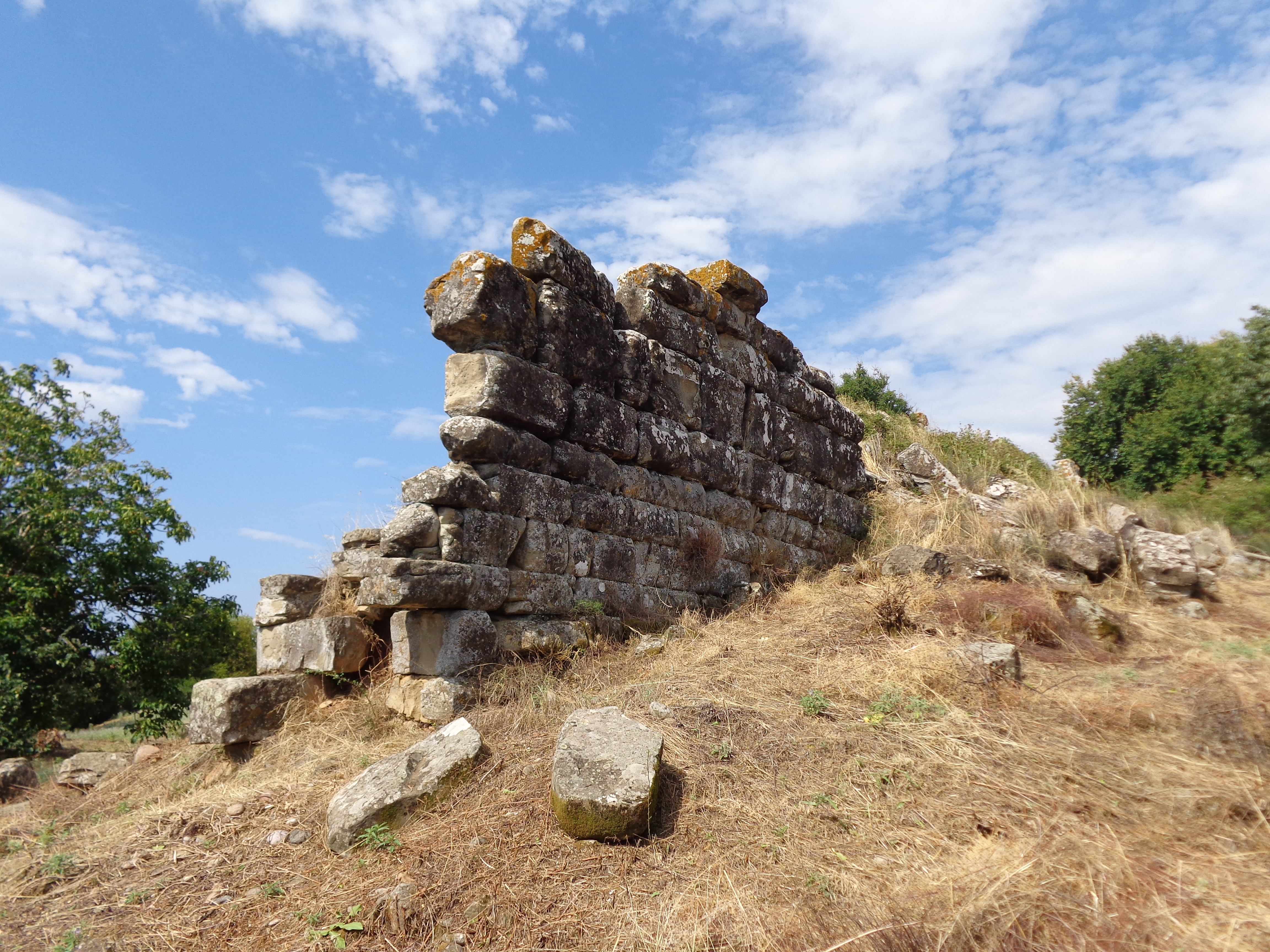
Vestiges de la muraille de la ville.

Strátos est la plus importante des cités de l'Acarnanie antique. Relativement peu de choses sont connues sur son histoire ancienne. Pendant la guerre du Péloponnèse, à la fin du Ve siècle av. J.-C., Strátos, comme la plupart des cités acarnaniennes, est alliée à Athènes. En 429 avant J.-C., Ambracie attaque la ville sous le commandement de Knemos, ainsi qu'avec l'aide de la Ligue du Péloponnèse, mais est repoussée,.
En 314 avant Jésus-Christ, Cassandre procède au rattachement de Strátos (synœcisme) à Agrínio et à Sauría (peut-être identifiable à Thyría). Après la mort de Pyrrhus en 270 av. J.-C., la ville est rattachée à l'Étolie. Philippe V, ainsi que Persée, rois de Macédoine, tentent de conquérir la ville, mais cette dernière reste sous le contrôle des Étoliens. En 167 av. J.-C., la région devient partie intégrante de l'Empire romain. Par la suite, les Romains rendent la région aux Acarnaniens qui l'avaient auparavant cédée aux Étoliens,.
Le premier ressortissant occidental à visiter Strátos est W. M. Leake en 1805, tandis que le premier à arpenter la région est L. Heuzey en 1856. Des fouilles archéologiques dans la région sont entreprises par l'École française d’Athènes entre 1892 et 1893, et se poursuivent notamment entre 1910 et 1911, ainsi qu'en 1924. Au début du XXe siècle, des archéologues grecs explorent également la région. Au début des années 2000, des fouilles sont également menées dans la région par l'Institut finlandais d'Athènes sous la direction de Jari Pakkanen.

## Bâtiments et découvertes

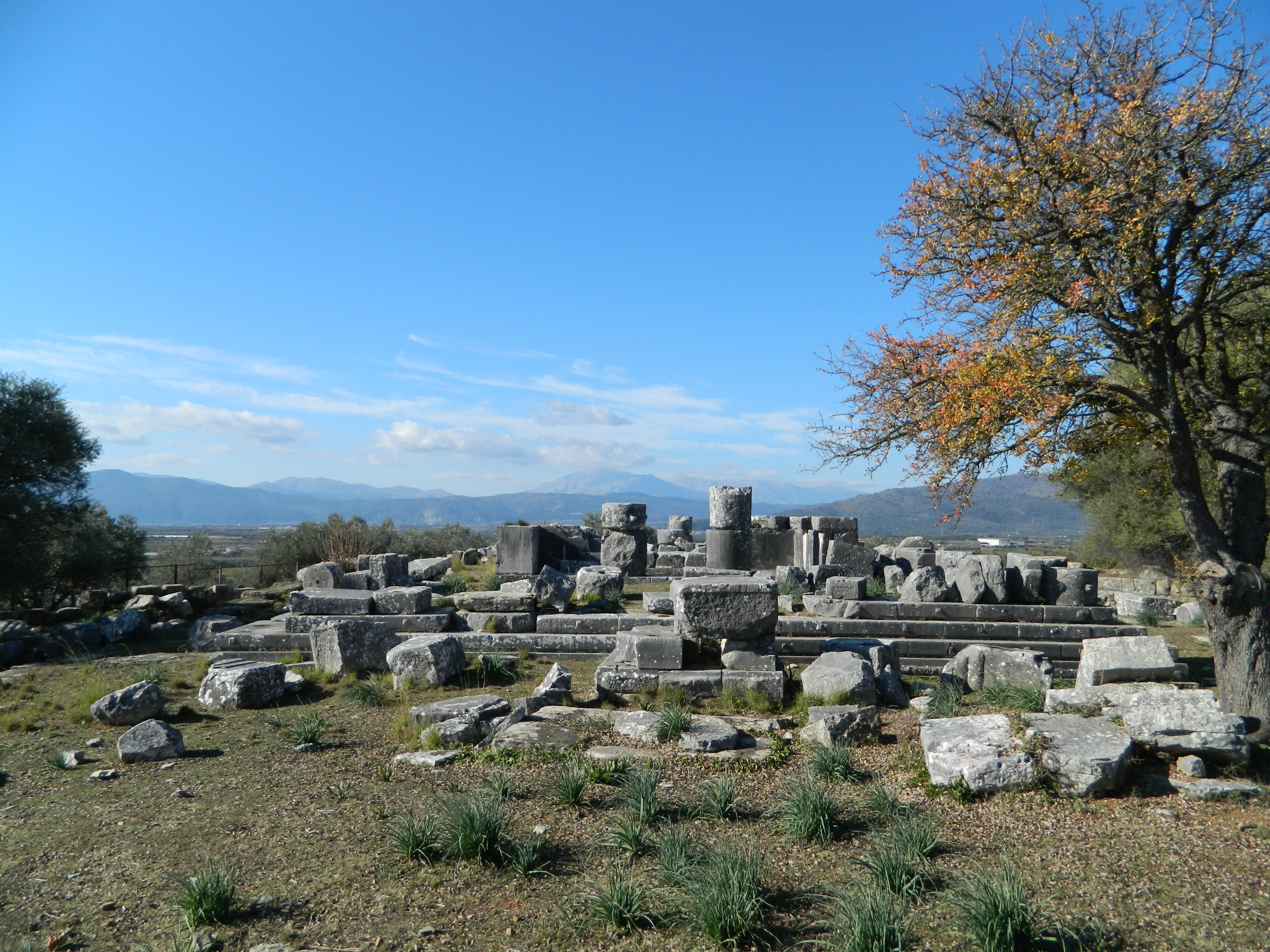
Vue des ruines du temple de Zeus à Strátos.

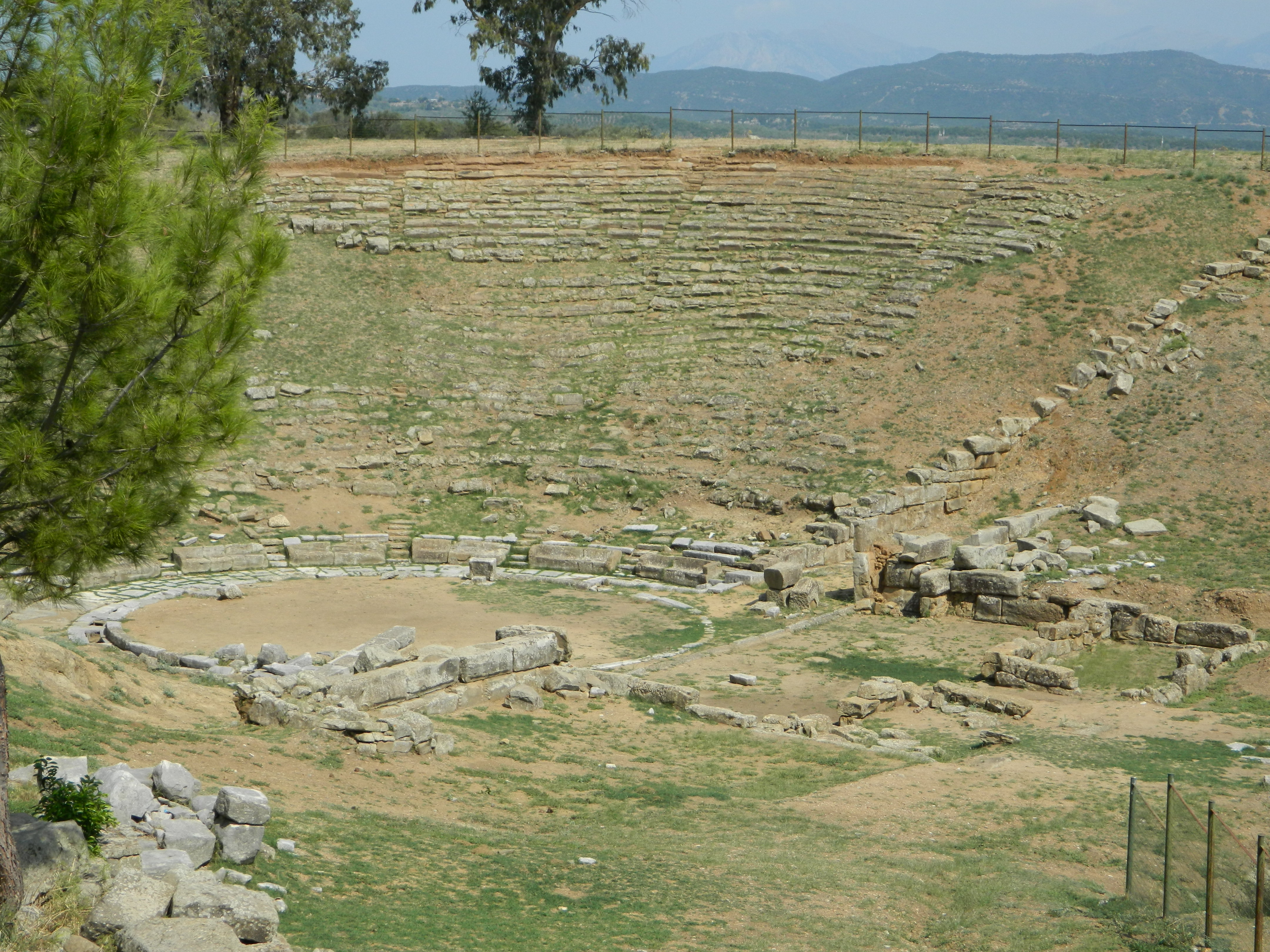
Vue des ruines du théâtre.

Les ruines de Strátos sont réparties sur trois collines. La ville est entourée de vastes murs d'environ quatre kilomètres de circonférence. Les murs possèdent plusieurs tours et portes. Les murs sont probablement construits au cours du IVe siècle av. J.-C. La zone entourant les murs est divisée en deux parties à peu près égales par un second mur construit dans le sens nord-sud. L'acropole de la ville, ou colline du château, est située dans la partie nord de la zone. Elle est entourée de son propre mur, qui est relié aux murs de la ville. Le mur oriental suit le cours du fleuve Achelóos,.

### Temple de Zeus à Strátos
Le temple dédié à Zeus Strátios est situé dans la partie nord-ouest de l'enceinte fortifiée. Il est construit entre les périodes classique et hellénistique, à la fin du IVe siècle av. J.-C., et représente à bien des égards une période de transition dans l'architecture. Le temple est de type hexastyle périptère, mesurant environ 16,5 × 32,4 mètres. Il combine les trois styles grecs : son péristyle est de style dorique, son architecture de style ionique et son intérieur de style corinthien,,.

### Théâtre
Le théâtre est situé sur une colline au nord-est de l'actuel village de Strátos. Il est construit au cours du IVe siècle av. J.-C. Le théâtre est un bâtiment semi-circulaire typique de la Grèce, avec un orchestre circulaire au milieu. L'auditorium compte environ 30 rangées de sièges.

### Autres bâtiments et structures
L'agora de la ville, ou place du marché, est située au sud-ouest du village actuel. On suppose qu'il y a également eu un gymnase dans la ville, car une inscription mentionne le poste de gymnasiarque.

### Découvertes
Des artefacts provenant de la ville se trouvent au Musée archéologique d'Agrínio.